# Maria Antonietta Zanelli
Madre Antonietta Zanelli, in religione Maria (Castel Guelfo di Bologna, 17 giugno 1887 – Imola, 15 dicembre 1957), è stata una religiosa italiana, fondatrice dell'ordine delle Piccole suore di Santa Teresa del Bambin Gesù.

## Biografia

Don Giuseppe Mazzanti (a sinistra), monsignor Benigno Carrara (al centro) e madre Maria Antonietta Zanelli (a destra).

Nata in una famiglia abbiente, il padre era il farmacista del paese e la madre, la contessa Maria Acquaderni, era sorella del conte Giovanni Acquaderni, fondatore della «Società della Gioventù Cattolica Italiana», l'attuale Azione Cattolica (quindi Antonietta era nipote di Giovanni Acquaderni).
All'età di quindici anni venne colpita da una grave malattia che la portò vicina alla morte. Offrì quindi la propria vita a Dio nel caso fosse riuscita a salvarsi.
Prese i voti nel 1907. Fu aiutata nel suo cammino spirituale dal parroco di Castel Guelfo, don Armando Nascetti, cui rivelò il voto fatto da bambina; la famiglia invece si oppose alla sua scelta avendo previsto per lei un futuro da sposa e madre.
Per non scontentare la famiglia, Antonietta, suora delle Piccole Apostole del Sacro Cuore, non fece vita comune con le consorelle ma continuò ad abitare nella casa dei genitori. Nel 1920, all'età di 33 anni, si trasferì a Imola per prestare servizio nell'Istituto Santa Caterina, che ospitava orfani di guerra, giovani lavoratori e candidati al sacerdozio.
Il 13 giugno 1921 emise la professione religiosa tra le Piccole Apostole. Per l'insorgere di dissapori con le consorelle, nel 1922 decise di lasciare l'istituto per fondare una nuova congregazione. Il vescovo d'Imola, Paolino Tribbioli, affiancò a suor Antonietta Zanelli don Giuseppe Mazzanti, parroco di Santa Maria in Regola: da allora fu il confessore e direttore spirituale della Zanelli.
Il 2 novembre 1923 suor Antonietta e don Mazzanti fondarono l'Istituto delle «Piccole Suore di Santa Teresa del Bambino Gesù». Dedicato alla figura di Teresa di Lisieux, l'ordine religioso nacque ad Imola con l'intento di aiutare le giovani donne in situazioni difficili e le ragazze madri. Nel 1927 fu deciso che ogni suora avrebbe adottato un nuovo nome. Madre Antonietta abbandonò il nome di battesimo per scegliere quello di Maria.
Eletta nel 1928 Superiora generale della congregazione, fu riconfermata nella carica nel 1946.
Madre Maria Zanelli morì ad Imola il 15 dicembre 1957 per i postumi di un grave incidente stradale occorsole il giorno precedente. Le sue spoglie riposano nella Cappella dell'Istituto da lei fondato.

## Processo di beatificazione
Il 3 giugno 2016 è iniziata l'inchiesta diocesana per la canonizzazione di madre Maria.

Il 2 gennaio 2024 si è felicemente conclusa la fase diocesana, con la trasmissione degli atti a Roma presso il Dicastero delle cause dei santi.